# Lenny Clarhäll

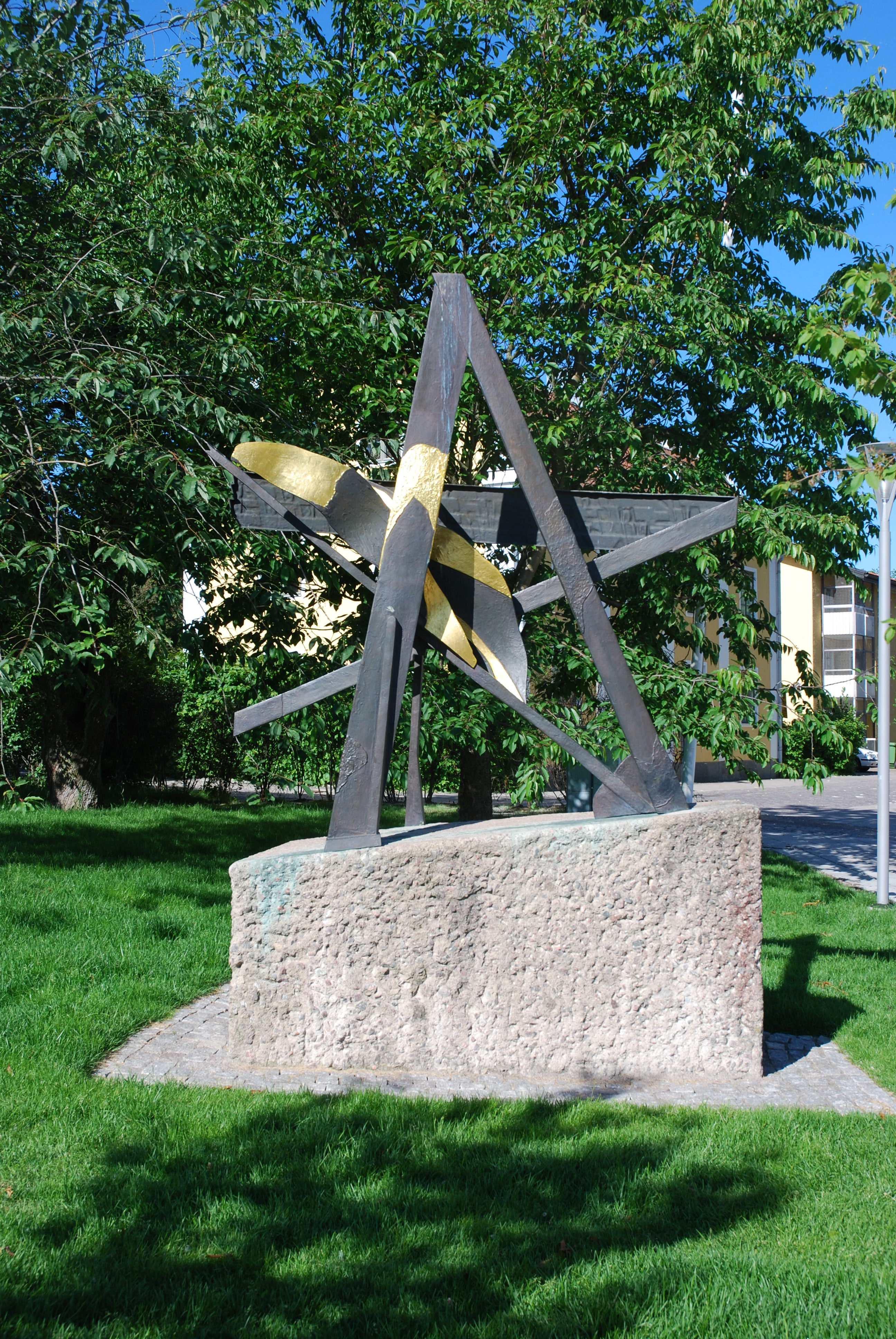
Stjärnan i Linköping.

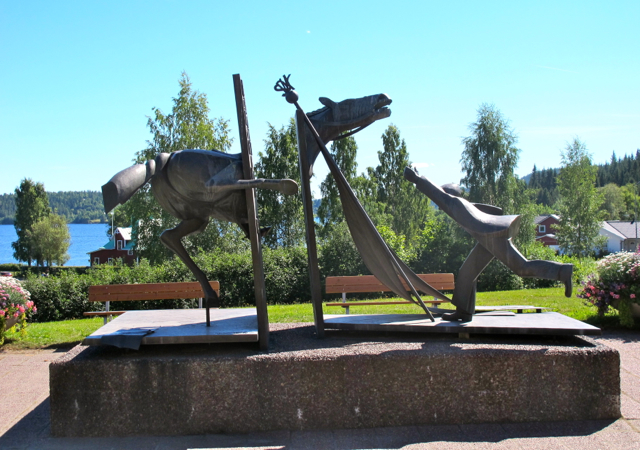
Minnesmärke över de stupade i Ådalen 1931, Lunde.

Lenny Clarhäll, född 17 maj 1938 i Timmersdala, är en svensk skulptör.

## Utbildning och levnad
Lenny Clarhäll föddes i Timmersdala kyrkby i Västergötland, där hans far arbetade som snickare. Han utbildade sig vid Konstfackskolan i Stockholm 1959–63 och i oljemålning och grafik vid Det Kongelige Danske Kunstakademi i Köpenhamn 1964–67. Han reste och arbetade i Mexiko och USA 1967–69. Han skulpterade i början huvudsakligen i trä och debuterade på Galleri Doktor Glas i Stockholm 1972.
Lenny Clarhäll bor och arbetar i Hölö sedan 1981.
| ”                    | Minnesmärke över de stupade i Ådalen är en skulptur som förenar folkligt berättande med ett expresivt bildspråk och djärva reduceringar. Beställarna slapp verkligen att få ett socialrealistiskt monument. I stället fick de ett minnesmärke som har förnyat den svenska monumentalkonsten, ett konstverk som vädjar till betraktarens inlevelseförmåga och betonar det tragiska i händelsen. | „ |
| – Bengt af Klintberg | |   |

## Offentliga verk i urval
- Portalen, emaljplåtar, 1968, Astrabacken utanför Astras huvudkontor i Södertälje
- Folkbildaren, trä, 1979, Radiohuset i Stockholm
- Skogen, trä, Stadsbiblioteket i Södertälje
- Minnesmärke över de stupade i Ådalen 1931, brons, 1979-81, Lunde, Kramfors kommun
- Stjärnan, brons, 1989, Olof Palmes plats i Linköping
- Snäckan, cortenstål, 1994, utanför Göteborgsoperan
- skulptur i rostfritt stål, 1994, Tumba centrum
- Livshjulet, trä, 1996, trapphallen i Historiska Museet, Stockholm
- Portalen, emaljplåtar, 1998, Astrabacken utanför Astras huvudkontor i Södertälje
- Malanganer, cortenstål, 1999, Konst på Hög, Kvarntorp, Kumla kommun
- Malangan, brons, 2000, Årstaängsvägen 21 i Marievik, Liljeholmen, Stockholm
- Tecken, aluminium och stål, 1998, Röborondellen (sedan 2001 på Röbokullen) i Uppsala
- Minnesmärke över Gunnar Wennerberg, 2003, Marumstorget i Skara
- Polstjärnan, cortenstål, 2004, bostadsområdet Polstjärnan i Hällefors
- Aurora, lackerad aluminium, 2007, länssjukhuset i Halmstad
- 3 Malanganer, järnskulptur, 2011, Djulökorset, Katrineholm

Clarhäll finns representerad vid bland annat  Örebro läns landsting.

## Bildgalleri

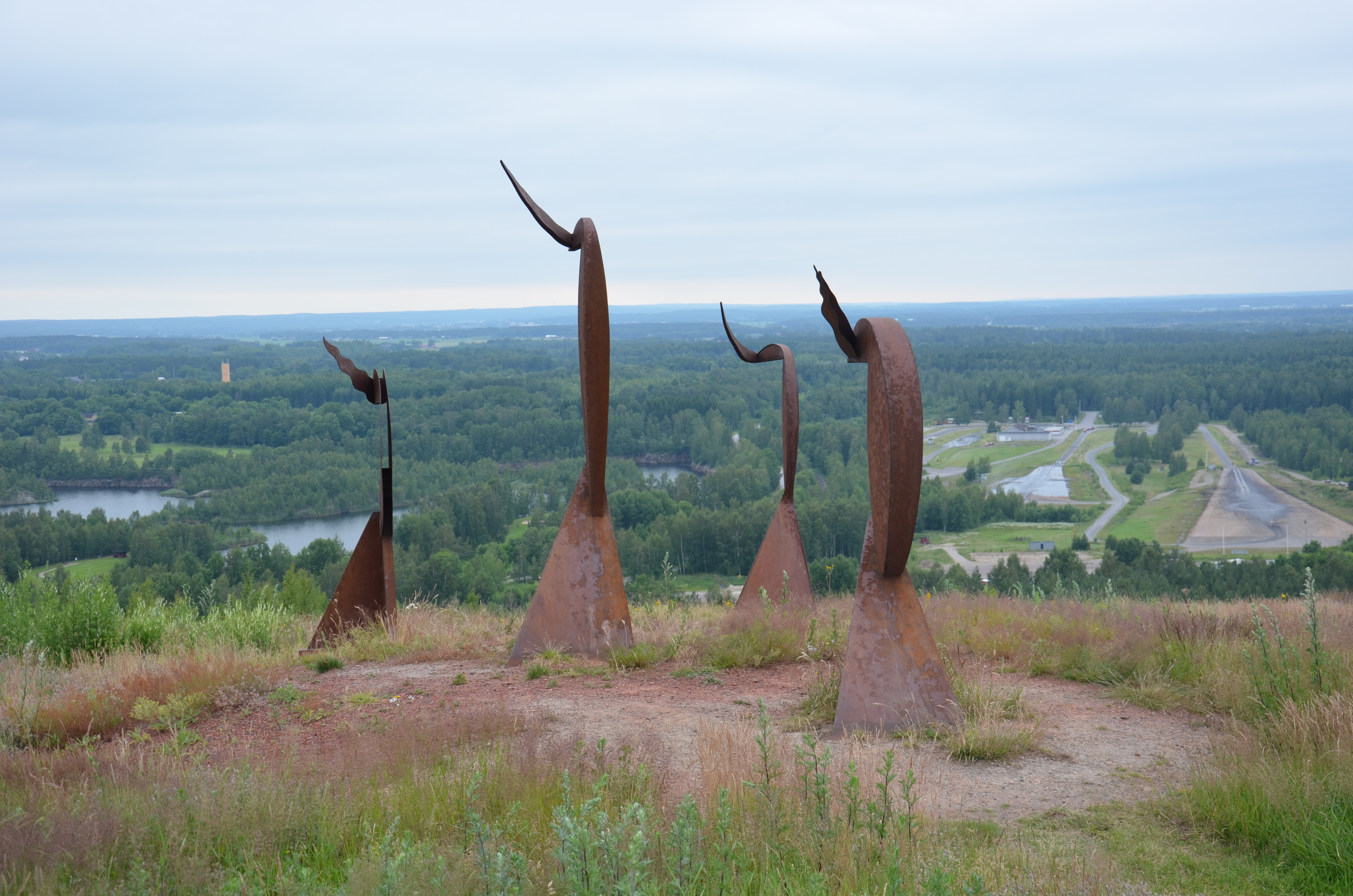
Malanganer, Konst på Hög
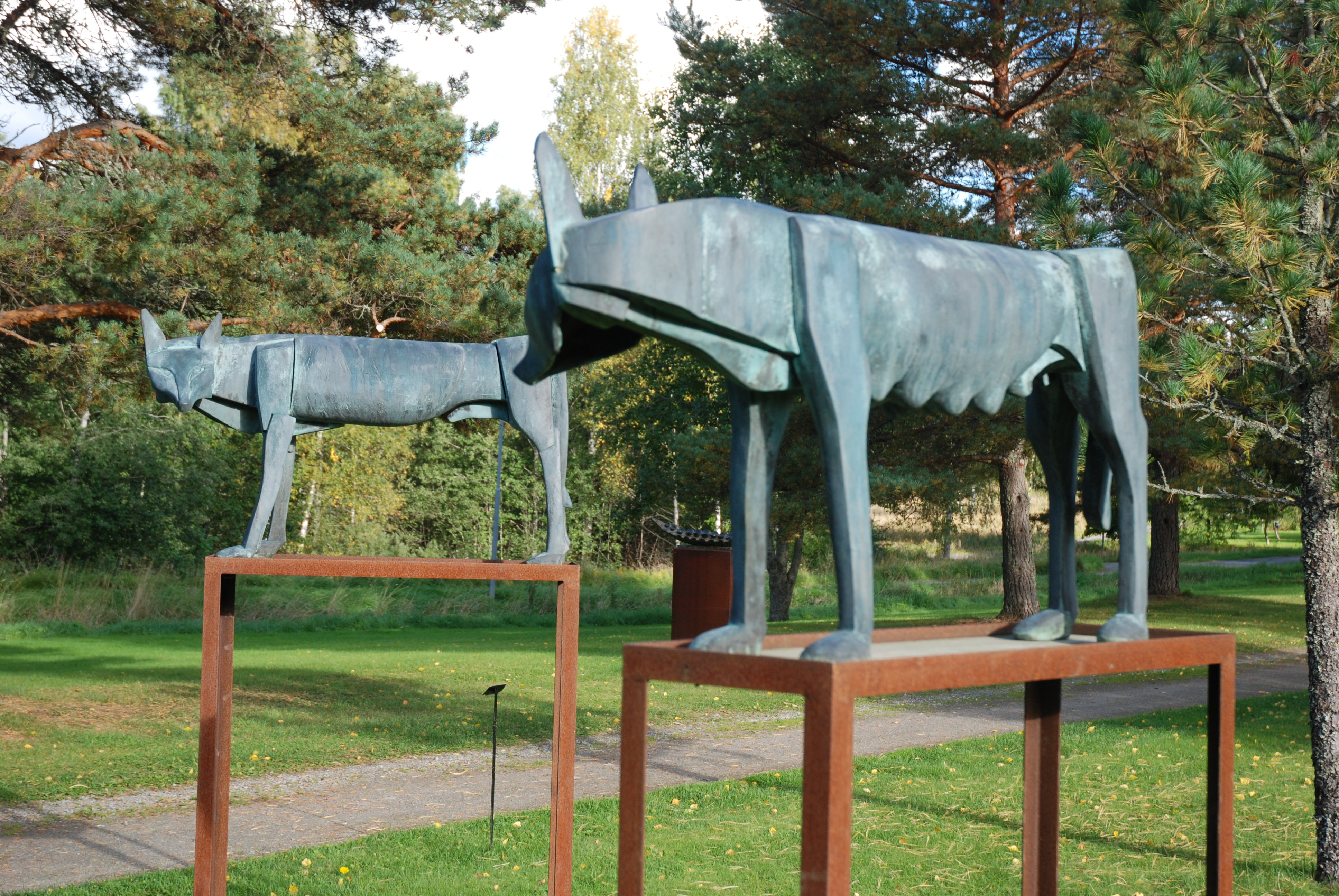
Ulf och Ylva på Galleri Astley i Uttersberg
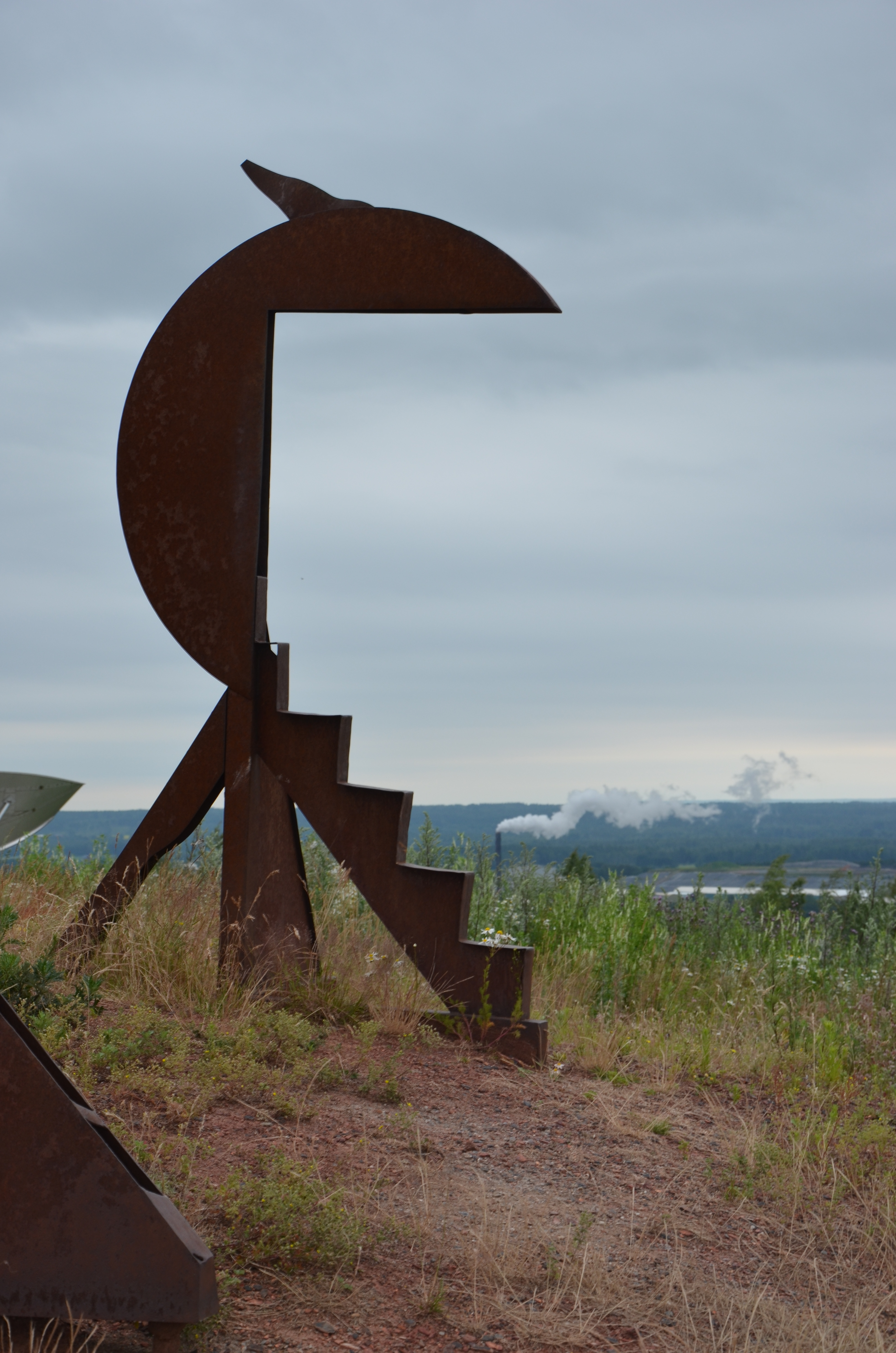
Detalj av Malanganer, Konst på Hög
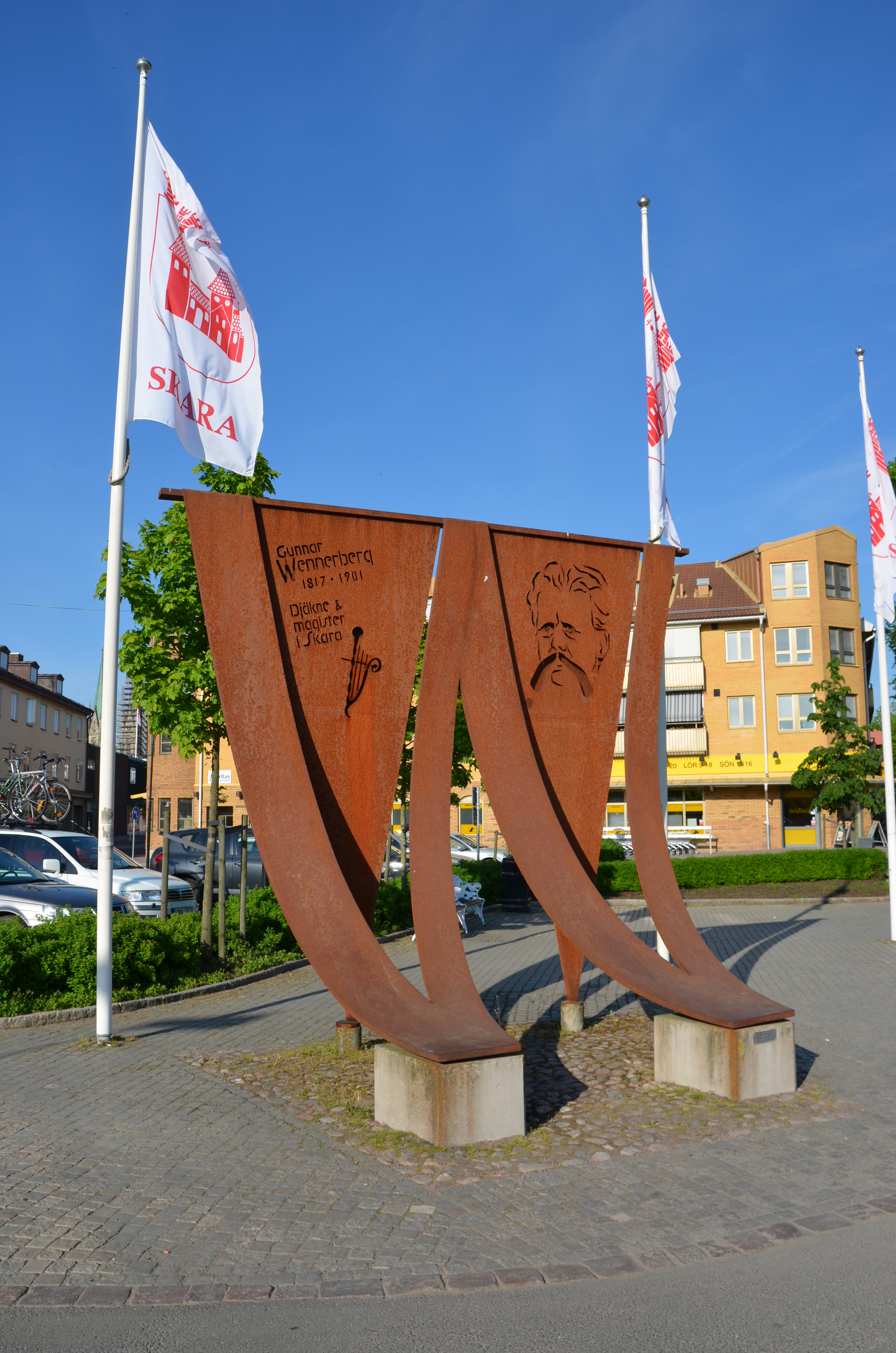
Minnesmärke över Gunnar Wennerberg i Skara, 2003
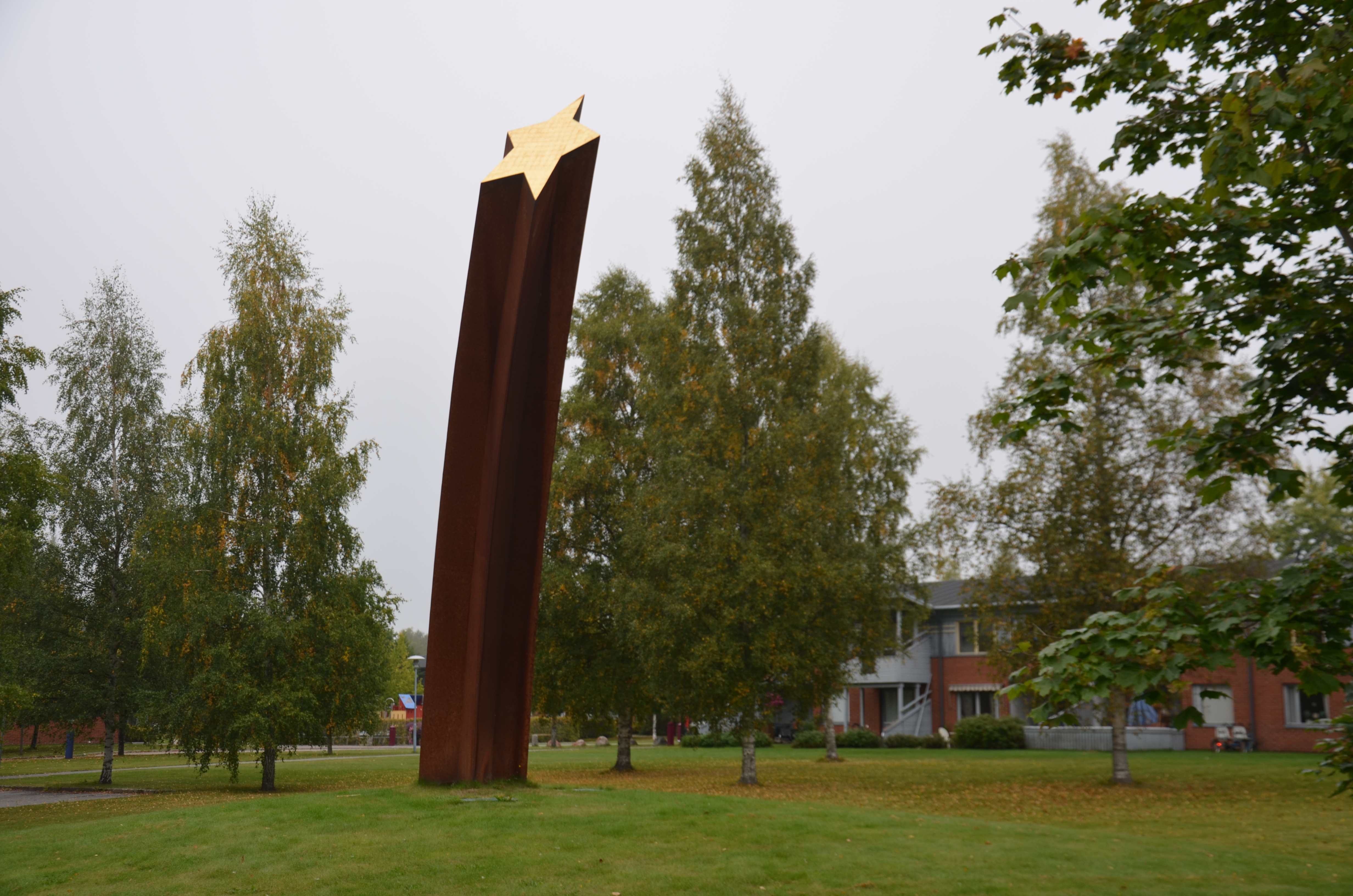
Polstjärnan i bostadsområdet Polstjärnan i Hällefors, 1997